# Ommatokoita elongata
Ommatokoita elongata je oko 30 mm dugačak parazitski kopepodni račić, bijelo-ružičaste boje koji se često može pronaći pričvrćen za rožnicu grenlandskog ili pacifičkog psa spavača. Ovaj parazit može svom domaćinu uzrokovati različita oštećenja vida, no smatra se da ne utječe bitno na kvalitetu njihova života jer ovim vrstama morskih pasa vid ne predstavlja primarno osjetilo kojim se služe u pronalasku hrane i orijentaciji. 
Pojedini znanstvenici su čak iznijeli hipotezu prema kojoj ovaj račić ustvari živi u simbiozi s domaćinom privlačeći svojom pojavom potencijalni plijen. Ovo je za sada jedina vrsta iz roda Ommatokoita